# 1822 au théâtre
| Années du théâtre : 1819 - 1820 - 1821 - 1822 - 1823 - 1824 - 1825    |
| Décennies du théâtre : 1790 - 1800 - 1810 - 1820 - 1830 - 1840 - 1850 |

## Événements
- Pierre-Jacques Seveste adjoint ses fils Jules et Edmond dans la société par actions pour exploiter le privilège des théâtres dans la banlieue de Paris qui lui est alloué[1].
- Charles-Hippolyte Dubois-Davesnes débute comme acteur au Théâtre de l'Odéon à Paris.

## Pièces de théâtre publiées
- (en) John Howard Payne, Adeline, the victim of seduction : a melo-dramatic serious drama in three acts, altered from the French and adapted to the English stage, traduction et adaptation d'un mélodrame du dramaturge français René-Charles Guilbert de Pixerécourt, New York, E. M. Murden / Londres, J. Tabby (Lire en ligne).

## Pièces de théâtre représentées
- 26 avril : Attila, Roi des Huns, tragédie d'Hippolyte Bis, Théâtre de l'Odéon, Paris.
- 13 août : Le Lépreux de la vallée d'Aoste, mélodrame en trois actes de Hyacinthe Decomberousse, Théodore Baudouin d'Aubigny et Jean-Toussaint Merle, Théâtre de la Porte-Saint-Martin, Paris.
- 12 novembre : Le Protégé de tout le monde, comédie vaudeville en 1 acte de Joseph-François-Nicolas Dusaulchoy de Bergemont, Aimé Desprez et Alexandre-Joseph Le Roy de Bacre, Théâtre de la Porte-Saint-Martin, Paris.
- Régulus, tragédie en trois actes de Lucien Arnault, Comédie-Française, Paris, avec Talma dans le rôle principal.

## Naissances
- 11 mars : Paul Bocage, romancier, dramaturge et librettiste français, mort le 25 septembre 1887.
- 7 avril : Adolphe Choler, auteur dramatique français, directeur du Théâtre du Palais-Royal à Paris, mort le 18 janvier 1889.
- 6 mai : Eugène Bercioux, auteur dramatique et poète français, mort le 23 août 1898.
- 8 juillet : Marc Leprévost, auteur dramatique, metteur en scène et régisseur de théâtre français, mort le 1er septembre 1882..

## Décès
- 5 février : Joseph Marius von Babo, écrivain et dramaturge allemand, né le 14 janvier 1756.
- 3 mars : Joseph-Abraham Bénard dit Fleury, acteur français, sociétaire de la Comédie-Française, né le 26 octobre 1750.
- 13 avril : Edmond Rochefort, écrivain, dramaturge et vaudevilliste français, né le 14 juillet 1790.
- 1er novembre : Claude-François Fillette-Loraux, dramaturge et librettiste d'opéras français, né en 1757.